# کیائوک
کیائوک (روسی: Кияук) یک رودخانه در استان باشقیرستان کشور روسیه است.